# کربی سوپر استار
کربی سوپر استار (به انگلیسی: Kirby Super Star) که در مناطق پال تحت نام مجموع سرگرم‌کننده کربی عرضه شد، یک بازی ویدئویی سکوبازی است که توسط استودیو هالکن توسعه یافته و توسط نینتندو برای کنسول سوپر نینتندو در سال ۱۹۹۶ منتشر شده است.
کربی سوپر استار بعداً برای کنسول مجازی وی و وی یو منتشر شد. نسخه بهبود یافته با عنوان کربی سوپر استار آلترا برای کنسول نینتندو دی‌اس در سالهای ۲۰۰۸ و ۲۰۰۹ منتشر شد. نینتندو در ماه سپتامبر ۲۰۱۷ به عنوان بخشی از بازی‌های کنسول سوپر نینتندو نسخه کلاسیک، کربی سوپر استار را دوباره منتشر کرد. در ۱۲ دسامبر ۲۰۱۹ این بازی در سرویس نینتندو سوئیچ آنلاین نیز منتشر شد.

## حالت‌های بازی
بازی به ۷ بازی‌های کوچکتر با ۲ بازی دو نفره تقسیم شده است. در آنها نحوه بازی یکی است ولی داستان و هدف در آنها فرق می‌کند. بعضی از آنها با تمام کردن بازی‌های دیگر باز می‌شوند. تمام کردن تمام بازی‌ها برای تمام کردن این بازی لازم است.
- "نسیم بهاری": در اصل نسخه بهبود یافته اولین بازی کربی، سرزمین رؤیایی کربی است. همهٔ مرحله‌ها از بازی نگه مانده‌اند ولی بعضی از غول‌ها حذف شدند. کربی باید خود را به یک قصر برساند و کینگ دیدیدی که همهٔ غذای دیریم لند را دزدیده است را شکست دهد.
- "داینا بِلید": کربی باید جلوی داینا بلید یک پرنده بزرگ که محصولات کشاورزی را بهم ریخته است را بگیرد. بازیکن باید چهار مرحله قبل از شکست دادن داینا بلید را تمام کند. دو غول پنهان شده نیز هستند.
- "مسابقه لذیذ": در این بازی مسابقه ای کربی با کینگ دیدیدی مسابقه می‌کند و باید سعی کنند غذای بیشتری از یکدیگر بگیرند، در این بازی ۳ مرحله با طولهای متفاوت وجود دارد؛ فردی که بیشترین امتیاز در هر سه مرحله داشته باشد برنده می‌شود.
- "غار کبیر پرگوهر": کربی درحال راه رفتن در یک سوراخ زمین میفتد و خود را در یک غار بزرگ پر از گنج و گوهر پیدا می‌کند.

در این بازی مترویدوانیا مانند هدف بازی این است که بازیکن هر ۶۰ گنج‌هایی که در غار
پنهان شده است را پیدا کند و از غار فرار کند.
بعضی از گنج‌ها مرجوع به بازی‌های دیگر نینتندو
هستند. مانند ترایفورس از افسانه زلدا
کلاه فالکون اف زیرو لاک کوپا سوپر ماریو و آقای ساترن ارث باوند.
- "انتقام متا نایت": در این بازی کربی باید جلوی متا نایت که می‌خواهد دیریم لند را برای خودش کند را بگیرد و دستگاه جنگی او هالبرد را نابود کند. هر مرحله زمانی است و اگر زمان تمام شود و کربی مرحله را تمام نکرده باشد یک جان از دست می‌دهد.
- "آرزو‌های راه شیری": این بزرگ‌ترین بازی در این بازی است، بخاطر اینکه خورشید و ماه دارند می‌جنگند مارکس، یک موجود تلخک مانند به کربی می‌گوید که به ۹ سیاره برود تا ساعت آرزو برآورد کننده نُوا را برگرداند. برخلاف حالت بازی‌های دیگر کربی نمی‌تواند از قدرت دیگران استفاده کند، بلکه از «کاپی اِسنس دیلاکس» استفاده می‌کند، وقتی آنها را پیدا کرده بازیکن می‌تواند قدرت‌ها را از یک لیست همیشگی انتخاب کند. بازی مرحله‌های شوتم آپ نیز دارد. در آخر بازی مارکس که نقشه اش کار کرده است به نوا می‌گوید که آرزو می‌کند پاپ استار تحت کنترل او باشد ولی کربی جلوی او را می‌گیرد.
- " زمین نبرد": یک باس اتک که در آن کربی با همهٔ غول‌های بازی می‌جنگد. تمام کردند زمین نبرد یک ساوند تست باز می‌کند.